# Богдан Рат
Богдан Рат (28 червня 1972) — румунський та італійський ватерполіст.
Учасник Олімпійських Ігор 1996, 2004 років. Срібний медаліст Чемпіонату світу 2003 року.